# Søren Kam
Pour les articles homonymes, voir Kam.
Søren Kam, né le 2 novembre 1921 à Copenhague (Danemark) et décédé le 23 mars 2015 à Kempten (Allemagne), est un officier danois de la Waffen-SS pendant la Seconde Guerre mondiale. Il fut pendant longtemps l’un des cinq criminels de guerre nazis les plus recherchés par le Centre Simon Wiesenthal.

## Jeunesse
Søren Kam est né le 2 novembre 1921 à Copenhague, au Danemark,,. Il est le deuxième des six enfants de Rasmus Hansen Kam, un agent né en 1891 à Aunslev (Fionie) et de Inger Hermansen, née en 1897 à Copenhague,. 
Dans les années 1930, le jeune Kam rejoint la faction des jeunes du Parti national-socialiste des travailleurs danois (NSU), où il fréquente notamment Christian Frederik von Schalburg. En 1939, il s'inscrit au tableau de recrutement de l'armée à Copenhague sous le nom de Sören Kam. 
Il entra en conflit avec sa famille lorsque celle-ci apprit sa fréquentation au parti politique danois d'extrême droite,. En 1947, le frère aîné de Kam supprima son numéro de téléphone de l'annuaire téléphonique et deux ans plus tard, son père en fit autant,. 

## Seconde Guerre mondiale
En juin 1940, il fait part de son envie de rejoindre la SS, se portant volontaire pour combattre au sein de la Waffen-SS en 1941. Il est déployé avec la 5e Panzerdivision SS Wiking combattant sur le front russe, avant d'être transféré dans la SS-Junkerschule Bad Tölz, où il est promu à la SS-Untersturmführer. 
En 1943, il crée avec Christian Frederik von Schalburg une milice collaborationniste danoise appelée Schalburg Corps, qui fit régner la terreur notamment en menant des actions de représailles dirigées contre la résistance danoise. Du 1er mai au 2 septembre 1943, Kam dirige l'école de Høveltegaard, chargé de la formation des nouveaux membres du Schalburg Corps. La formation initiale de six semaines comptait 50 à 70 recrues,. 
Selon Efraim Zuroff du Centre Simon Wiesenthal, en août 1943, Kam participa en tant que soldat de la Waffen-SS à un pillage au cours duquel les actes de naissance de la communauté juive du Danemark auraient été volés. Il s'assura ainsi que le dossier allemand sur les Juifs danois soit le plus complet possible, en prévision d'une tentative d'arrestation et de déportation de ceux-ci en octobre de la même année. Kam nia catégoriquement l'allégation. 
Du 15 juillet au 2 septembre 1943, Kam a eu sept réunions avec Werner Best, dont le calendrier des services décrit Kam comme commandant du Schalburg Corps. 
Au cours de la semaine précédant le samedi 28 août 1943, Kam participa à l'une de ces réunions, entre-autres avec Best, qu'il rencontra le lendemain matin avec Erik Scavenius. À l'issue de celle-ci, il exigea des Allemands une dissolution officielle du gouvernement danois en instaurant la loi martiale. 
Le soir du 30 août 1943 dans les environs de l'aérodrome de Lundtofte (Lyngby-Taarbæk), Søren Kam participe à l'assassinat du journaliste antinazi Carl Henrik Clemmensen, touché de huit balles tirées par trois armes différentes,,.   
Le 15 février 1945, le journal Politiken rapporta officiellement à Berlin, via l'agence Reuters, qu'Adolf Hitler avait attribué à Kam — alors commandant de la compagnie du SS-Division Germania — la Croix de chevalier le 7 février pour « une action particulièrement décisive dans la bataille contre l'ennemi ». Il devient alors le troisième Danois décoré de la sorte. La déclaration du journal indiqua ensuite qu'il avait été blessé plusieurs fois au combat et que, pour sa bravoure sur le champ de bataille, il s'est vu attribuer la Croix de fer de 2e et 1re classe, l'Insigne de combat d'infanterie, l'Agrafe de combat rapproché et l'Insigne des blessés en argent. Kam participa notamment aux batailles de Dnipropetrovsk, Kharkiv, Cherkasy, Kovel et Varsovie.

## Après-guerre
Après la guerre, se sachant recherché par les autorités danoises pour meurtre, Kam se réfugie en Allemagne de l'Ouest où il vit sous le statut d'apatride jusqu'en 1956, date à laquelle il obtient la nationalité allemande. En 1968, le procureur de Munich enquêta sur le meurtre mais l'affaire fut abandonnée trois ans après par manque de preuve.   
En 1998, Kam fut de nouveau interrogé pour son implication dans le meurtre de Clemmensen. L'Allemagne refusa son extradition au Danemark à plusieurs reprises, réclamé notamment par le ministre danois de la Justice Frank Jensen en 1999, ou Lene Espersen au début des années 2000. 
En 2004, Søren Fauli, petit-fils de Clemmensen, a produit le documentaire Min morfars morder (« Le meurtrier de mon grand-père ») dans lequel il interviewa Kam. Au cours de l'entretien, Fauli lui pardonna tout en lui demandant de reconnaître sa culpabilité. Le documentaire a été diffusé à la télévision danoise en 2004 et 2005. Le 21 septembre 2006, Kam a été arrêté à Kempten, en Bavière, conformément à un mandat d'arrêt européen délivré par le Danemark. Le 4 février 2007, son extradition réclamée par Copenhague a été refusée par un tribunal de Bavière, confirmant que l'assassinat de Clemmensen n'était pas un meurtre mais un homicide involontaire, tombant ainsi sous le coup du délai de prescription expiré. Bien qu'ayant avoué avoir pris part à l'enlèvement et à l'assassinat du journaliste, il considérait que l'affaire était régie par la prescription et martelait que le meurtre était un accident.   
En février 2008, une émission de radio intitulée The Danish Nazi est présentée par la BBC World Service. Il déclara au cours d'une interview en anglais : « Je suis un homme bon, je n'ai jamais rien fait de mal. » Selon le Daily Telegraph londonien, Kam assistait régulièrement aux rassemblements d’anciens combattants SS en Allemagne. Il a également été étroitement associé à la fille d'Heinrich Himmler, Gudrun Burwitz et à son réseau Stille Hilfe, créé pour soutenir les anciens SS arrêtés, condamnés ou en fuite. Le 1er avril 2014, il est no 5 sur la liste des criminels de guerre nazis les plus recherchés du Centre Simon Wiesenthal. 
Kam a écrit ses mémoires et les a confiées au directeur de la recherche à la Bibliothèque royale du Danemark, John T. Lauridsen, et à l'historien danois Mikkel Kirkebæk, afin qu'ils puissent les publier après sa mort. Le livre de 400 pages intitulé Les mémoires de Søren Kam (danois : Søren Kams erindringer) est préfacé et commenté par Lauridsen, publié en danois à partir de septembre 2015. 
Le 23 mars 2015, Kam est décédé à Kempten à l'âge de 93 ans, deux semaines après son épouse,. 
Efraim Zuroff, directeur du centre Simon Wiesenthal dédié à la traque des nazis a souligné : « Le fait que Soren Kam, un meurtrier nazi absolument pas repentant, soit mort en homme libre à Kempten est un échec terrible pour les autorités judiciaires bavaroises. Il aurait dû finir sa misérable vie en prison, que ce soit au Danemark ou en Allemagne. L'échec à le mettre face à ses responsabilités ne peut qu'encourager les héritiers contemporains du nazisme à lui emboîter le pas »,.